# Presidente del Principado de Asturias
El presidente del Principado de Asturias es la persona que ostenta la suprema representación del Principado de Asturias y la ordinaria del Estado en ese territorio. Además, preside y dirige la actividad del Gobierno del Principado de Asturias, y designa, separa y cesa a los consejeros.
Es una de las instituciones propias que integran la comunidad autónoma, junto con la Junta General del Principado de Asturias y el Gobierno del Principado de Asturias. Es elegido por la Junta General del Principado de Asturias de entre sus miembros y es nombrado por el rey de España.
Sus funciones se establecen en el Título II, Capítulo II, del Estatuto de Autonomía de Asturias, en el artículo 32.
A lo largo de la historia de la comunidad, desde su creación tras la aprobación de su Estatuto de Autonomía en 1981, ha habido nueve presidentes. El primer presidente fue Rafael Fernández, que tomó posesión del cargo el 17 de mayo de 1982.
Desde julio de 2019 el titular del cargo es Adrián Barbón Rodríguez, de la Federación Socialista Asturiana.

## Elección
La elección del presidente está regulada por la ley autonómica 6/1984, que sigue el llamado «modelo de pura elección». Se produce tras la constitución de la Junta General del Principado o con el cese del anterior presidente. Serán candidatos a Presidente todos aquellos diputados que hayan sido propuestos por un mínimo de cinco de ellos. En consecuencia, puede haber más de un candidato.
Todos los candidatos expondrán su programa de gobierno en la misma sesión y, tras ella, se celebrará la primera votación, conjunta para todos ellos. Si algún candidato obtuviera mayoría absoluta en esta votación, resultaría elegido. En caso contrario, se realizaría una nueva votación, transcurridas 48 horas, con únicamente los dos candidatos más votados. En este caso, resultaría elegido el candidato con mayor número de votos (mayoría simple). En caso de empate, se repetiría la votación cada 48 horas como mínimo. En todos los casos, los diputados votan públicamente y por llamamiento, contestando con el nombre de un candidato o con la expresión «me abstengo». Si pasados dos meses desde la constitución de la Junta General, no ha sido elegido ningún candidato, esta quedará disuelta procediéndose a convocar nuevas elecciones.

## Sede

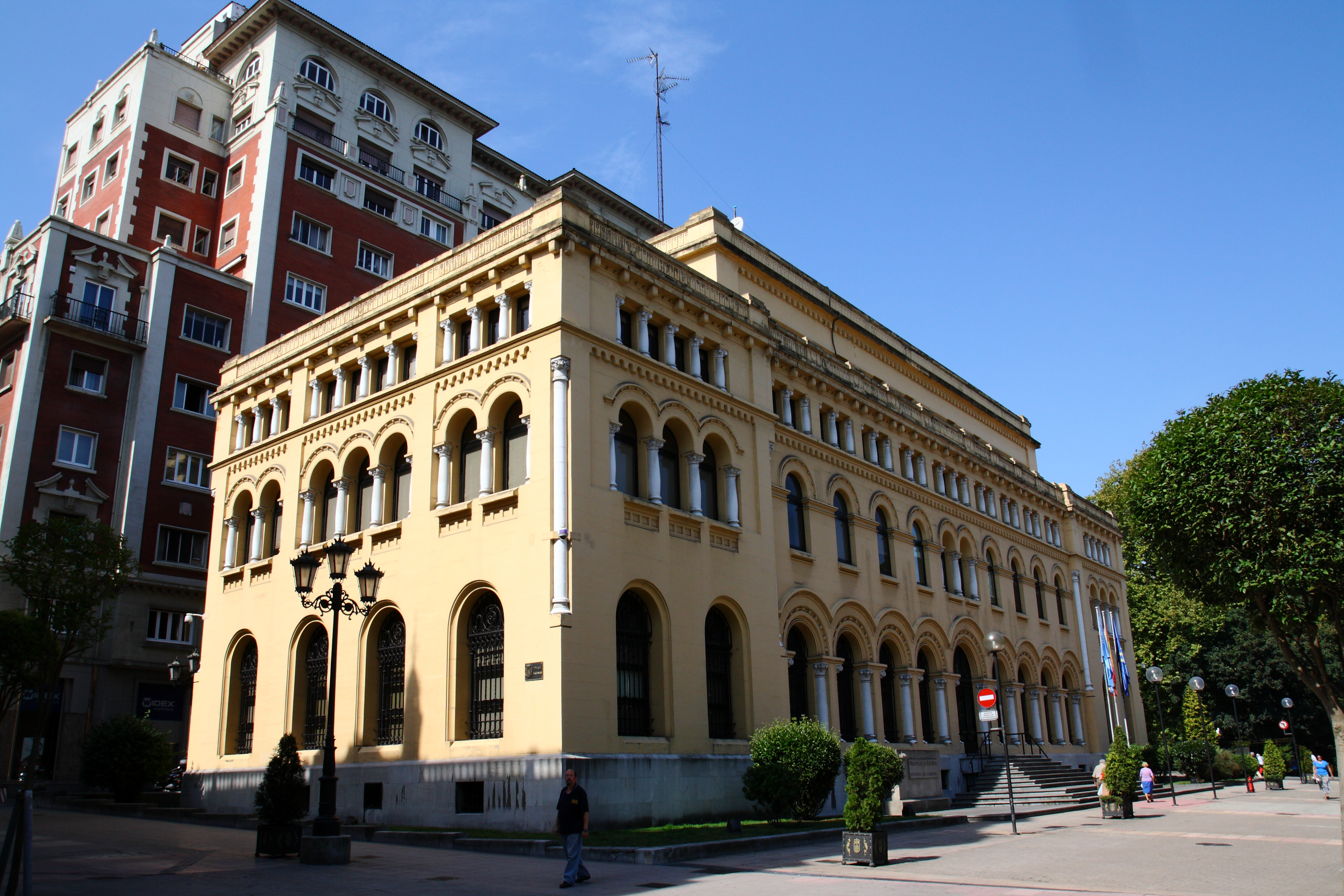
Casa-palacio de la Presidencia del Gobierno, en Oviedo

La sede de la Presidencia del Principado de Asturias se encuentra en la calle Suárez de la Riva de la ciudad de Oviedo. El edificio, un palacio exento, se encuentra en la parte posterior del palacio de la Junta General del Principado de Asturias y ambas construcciones se encuentra comunicadas por un pasadizo subterráneo. En él tiene su despacho el presidente del Principado y acoge también la sala oficial del Consejo de Gobierno. Tanto el despacho del Presidente del Principado como la Sala del Consejo de Gobierno se encuentran en la planta principal del edificio.
También existe en el mismo edificio una sala de recepciones utilizada para las comparecencias públicas del presidente, una sala de prensa, tres salas de reuniones y una sala de videoconferencias. En otra sala se encuentra expuesto el despacho oficial de Belarmino Tomás, presidente del Consejo de Asturias y León durante la guerra civil.
En el palacio, existe también un apartamento que se considera la residencia oficial del Presidente del Principado de Asturias.
El edificio cuenta con una colección pictórica propia de artistas asturianos, propiedad del Principado de Asturias y otras obras de arte expuestas como depósito del Museo de Bellas Artes de Asturias.
El edificio, construido entre 1917 y 1923, fue desde esa fecha y hasta 1982, la sede del Banco de España en Oviedo. Fue inaugurado como Banco de España el 3 de enero de 1923. En la revolución de Asturias de 1934 fue asaltado por un grupo de revolucionarios que se llevaron un botín de casi catorce millones y medio de pesetas, del que sólo se recuperó un tercio. La buena relación de Rafael Fernández, presidente del Principado, con el empresario Pedro Masaveu facilitó su adquisición por el Principado de Asturias. El traspaso se fraguó en una comida entre ambas personalidades. Fue rehabilitado, entre 1984 y 1986, para su uso actual, siendo inaugurado el miércoles 16 de abril de 1986 por el entonces Presidente del Principado de Asturias, Pedro de Silva.

## Antecedente histórico: el Consejo Interprovincial de Asturias y León
Fue una entidad administrativa creada el 6 de septiembre de 1936 bajo la Segunda República Española durante la guerra civil española. El 24 de agosto de 1937 se transforma en el Consejo Soberano de Asturias y León.
- Presidente: Belarmino Tomás Álvarez (PSOE). Nombramiento: 06-09-1936 (como presidente del Consejo Interprovincial) y 24-08-1937 (como presidente del Consejo Soberano). Cese: 21-10-1937.